# Santiidae
Famille
Les Santiidae sont une famille d'isopodes marins.

## Liste des genres
Selon World Register of Marine Species (29 février 2024) :
- Halacarsantia Wolff, 1989
- Kuphomunna Barnard, 1914
- Prethura Kensley, 1982
- Santia Sivertsen & Holthuis, 1980
- Spinosantia Wolff & Brandt, 2000

## Systématique
Le nom valide complet (avec auteur) de ce taxon est Santiidae Kussakin (d), 1988.
Santiidae a pour synonymes :
- Santidae Kussakin, 1988
- Antiasini Nordenstam, 1933